# Souls at Zero (Album)
Souls at Zero ist das stilprägende dritte Studioalbum der Post-Metal-Band Neurosis. Es erschien am 19. Mai 1992 bei dem vornehmlich auf Hardcore Punk und Post-Hardcore spezialisierten Independent-Label Alternative Tentacles. Die Kooperation mit dem für die Veröffentlichung unterschiedlicher und zum Teil außergewöhnlicher Musik bekannten Label vergrößerte und festigte das Publikum der Band.
Die Musik des Albums wird als langsam gespielte Mischung aus Noiserock, Hardcore Punk und Doom Metal beschrieben. Es gilt als wegweisende Veröffentlichung für das Post-Metal-Genre und als erstes vollwertiges Album des Stils. Die Texte behandeln überwiegend soziale Isolation, Aggression und das Gefühl der Depression.

## Geschichte

### Vorgeschichte
Die ersten Alben von Neurosis galten als Hybrid aus Thrash Metal und Post-Hardcore. Dabei wurde der Gesang noch mit jenem des Slayer-Sängers Tom Araya verglichen.
Die erste Idee für eine veränderte Grundkonzeption des eigenen Stils entstand während der Tournee zu dem mehr im Thrash Metal verorteten Vorgängeralbum The Word as Law. Die Musiker waren mit dem Album unzufrieden und interessierten sich für neue Methoden, ihr Klangbild zu erweitern. Insbesondere Geräuscheffekte, Samples und für den damaligen Hardcore und Metal unorthodoxe Instrumente interessierten die Musiker, nachdem sie feststellten, dass sie den gewünschten Klang nicht mittels einer klassisch besetzten Rockband erzeugen konnten. Die Idee, die Musik durch Samples und Keyboards zu erweitern, ging auf die Beschäftigung mit Throbbing Gristle und Coil zurück. In Folge der Entscheidung, neue Elemente in die Musik aufzunehmen, suchten Neurosis nach einem ergänzenden Musiker, der einen Sampler bedienen konnte, ein zuvor im Metal und Hardcore lediglich gering verbreitetes Instrument. In dem Dark-Wave-Interessierten Simon McIlroy fand die Gruppe den gesuchten Musiker. Obwohl dieser zuvor keine aktive Erfahrung in Metal- oder Hardcore-Bands gemacht hatte, nahmen Neurosis ihn als vollwertiges Mitglied auf. Die so neu formierte Band griff auf gemeinsame musikalische Vorlieben, insbesondere Joy Division, zurück, um gemeinsam neue musikalische Ausdrucksformen zu erschließen. Scott Kelly bezeichnet den Schreibprozess zu Souls at Zero als anhaltendes Experiment. Die Band hatte derweil nur vage Vorstellungen von ihrem angestrebten Klang. Laut Kelly war für die Musiker unklar, ob das von der Gruppe vage erdachte Ziel erreichbar sei. Dennoch nennt er die Phase einen ersten Schritt hin zu einem bleibenden eigenen Klang. Laut Steve von Till befand sich die Band in einer äußerst produktiven Phase. Die Musiker hatten genügend Erfahrung und Equipment gesammelt, um neue Songs experimenteller als zuvor zu arrangieren. Zu dem Equipment, das Neurosis hierzu nutzten, gehörten die Verstärker der Band, mit welchen sie im Studio und während der Proben intuitiv experimentierten, um den meditativen Eindruck zu verstärken. Von Till spricht hierbei von einem Bauchgefühl sowie einem instinktiven und experimentellen Umgang mit den über die vorherige Tour vertraut gewordenen Geräten.
Trotz des Hangs zum Experiment entstanden die Stücke nicht ausschließlich in Jamsessions. Viele der Elemente der später zusammengefügten Stücke wurden von den einzelnen Musikern vorausgehend komponiert und in den Proben zusammengetragen. Laut Kelly hat sich an dieser Form des Musikschreibens seither nichts verändert. Trotz der Benennung als „harte Arbeit“ hält die Gruppe seither an dieser Schreibweise fest.

„Unsere Maxime ist, dass jeder in der Band hundertprozentig mit einer Passage zufrieden sein muss, bevor sie veröffentlicht wird. Der größte Kompromiss ist also der Faktor Zeit, da viele Sachen geändert und entwickelt werden müssen, bevor jeder glücklich damit ist.“

Kelly bezeichnete den Zeitabschnitt der Entstehung des Albums als eine persönlich kompromisslose und selbstzerstörerische Lebensphase, die jedoch mit einem besonders kreativen Zeitraum in der Gruppe einherging. Die Musiker hätten sich in dem Zeitraum der Entstehung von Souls at Zero und den folgenden Alben bis einschließlich zu Through Silver in Blood keinerlei Gedanken um die Zukunft gemacht und sich lediglich der Musik gewidmet.

### Aufnahme

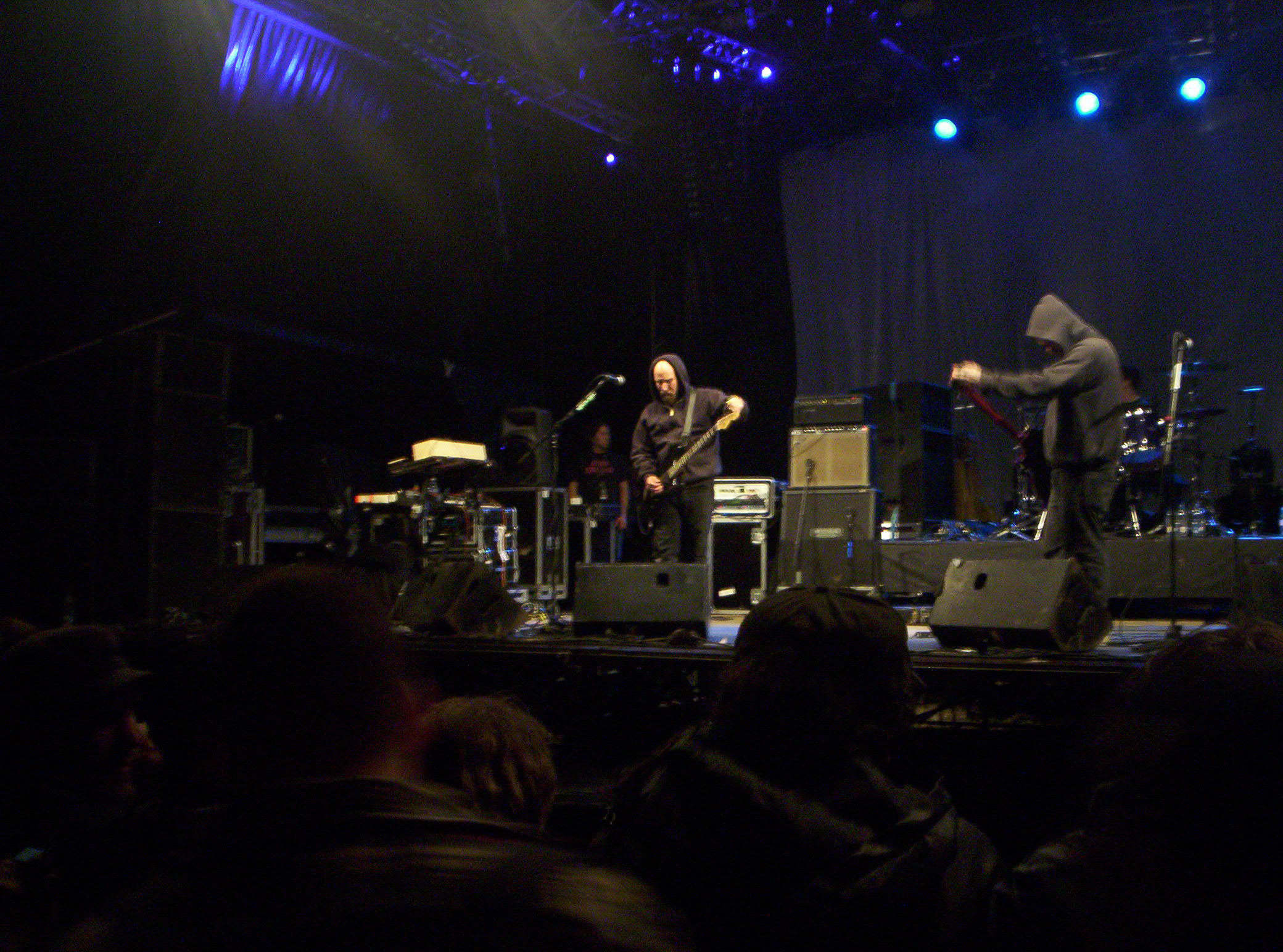
Scott Kelly und Steve von Till bei einem Auftritt 2007

Zu den Albumaufnahmen buchte die Band die Starlight Sound Studios in Richmond, Kalifornien, in welchen auch das Debüt des Rappers 2Pac 2Pacalypse Now sowie die ersten Alben der Death-Metal-Band Autopsy, Severed Survival und Mental Funeral, aufgenommen wurden. Als ersten Tontechniker brachte sich der Studiomitarbeiter Bill Thompson ein. Für eine Erweiterung des Klangs durch die Einbindung einer bis dahin für die Band untypischen Instrumentierung suchten die Mitglieder der Gruppe in ihrem Bekanntenkreis nach potentiellen Begleitmusikern. Neben Highschool-Bekanntschaften, wie der Flötistin Sarah Augros, spielte so unter anderem Kris Force, die später mit Amber Asylum bekannt wurde, auf Souls at Zero. Die erste Studiokooperation mit den für Rockmusik ausgefallenen Musikern beschrieb Kelly als unkompliziert und pragmatisch. Da die Neurosis-Musiker keine Erfahrungen mit Blas- und Streichinstrumenten hatten, luden sie die Musiker weitestgehend vorgabenfrei ein. Ihnen wurden zuvor lediglich rohe Demoaufnahmen gegeben, zu welchen sie im Studio Passagen auf ihren Instrumenten einspielen sollten.
Nachdem die Band das gesamte geplante Material zufriedenstellend binnen zwei Tagen aufgezeichnet hatte, stellte sie noch weitere, bis dahin unfertige Stücke im Proberaum fertig und nahm auch diese als Teil des Albums auf.
Nach den Aufnahmen scheiterten Musiker und Studiomitarbeiter allerdings an der Abmischung. Zur Unterstützung baten sie den in der Benutzung der Studiotechnik erfahrenen Labelinhaber Jello Biafra als weiteren Tontechniker hinzu. Biafra war für den endgültigen Mix verantwortlich. Kelly betonte später, dass er es aufgrund der wirtschaftlicher Konflikte mit Alternative Tentacles bevorzugen würde, Biafra nicht im Begleitheft aufzuführen. Er müsste ihm jedoch zugestehen, dass er dessen Beitrag zu der Veröffentlichung als „gute Arbeit“ anerkennen würde. Der mit Alternative Tentacles geführte Rechtsstreit ging um 3000 $ Tantieme für die Alben Souls at Zero und Enemy of the Sun, die Biafra laut Kelly unterschlagen habe. Kelly gab an, Biafra hätte die Buchhaltung des Labels zum Nachteil der Band manipuliert. Er sprach in diesem Zusammenhang von einem Vertrauensbruch.

### Veröffentlichungen
Das Album erschien am 19. Mai 1992 bei Alternative Tentacles als Kassette, CD und LP sowie im gleichen Jahr über Toy’s Factory für den japanischen Markt als Doppel-LP. Nach einem längeren Konflikt über die korrekte Auszahlung der Künstleranteile der Alben Souls at Zero und Enemy of the Sun erstritten Neurosis die Verlagsrechte an beiden Alben und ließen das Album über verschiedene Firmen erneut auflegen. Beide auf Alternative Tentacles verlegten Alben erschienen 1997 als Doppelalbum über Iron City Records. In den Jahren 2000 und 2011 gestalteten Neurosis weitere Wiederveröffentlichungen mit leicht veränderter Gestaltung und einer Ergänzung um drei zusätzliche Stücke über das bandeigene Label Neurot Recordings. Im Jahr 2014 ließen sie zuletzt auf Neurot erschienene Version von Relapse Records erneut veröffentlichen.

### Tour
Steve von Till bezeichnete die anschließende Tour im Jahr 1992 als eine Lernphase der Band. Die Musiker seien zu technisch orientiert und zu kontrolliert gewesen, um den bewusstseinserweiternden Aspekt der Musik auf das Publikum übertragen zu können. Erst nachdem sie den Versuch aufgegeben hatten und die Musik laufen ließen, übertrug sich die Stimmung auch auf das Publikum. Nachdem sich die Band von dem Anspruch des spielerischen Perfektionismus gelöst hatte, konnten sich die Musiker laut von Till im Spiel „hypnotischer, enorm harter und lauter Musik“ verlieren, woraufhin die Band feststellte, dass sie so ihren musikalischen Vorstellungen näher kamen und diesen Weg weiter verfolgen wollten. Das Ziel sei fortan gewesen, tiefere, emotionalere und elementarere Musik zu spielen.
Zur Untermalung ihrer Auftritte projizierten Neurosis Bilder aus „einem alten Diaprojektor durch eine mit farbigen Folien bespannte Fahrradfelge“. Nach Melanie Schmidt formt die Darbietung des Albums bei Auftritten der Band besonders durch den „Einsatz aufwühlender Projektionen einen Strudel der Emotionen“.
Steve von Till erläuterte, dass Neurosis die visuellen Effekte dazu nutzen wollten, die unterschiedlichen Clubs mit ihren jeweils eigenen Atmosphären zu einem Ort der Band und der von ihr gespielten Musik zu machen.

## Stil

### Musik und Konzept
Laut Steve von Till entlehnte sich das musikalische Grundkonzept des Albums der Psychologie, im Besonderen der freudschen Psychoanalyse. Souls at Zero sei, so von Till, der erste Versuch gewesen, die Rezipienten mit schnell aufeinanderfolgenden Archetypen zu konfrontieren, um eine mentale Öffnung zu bewirken. Archetypen beschreiben im kollektiven Unterbewusstsein angesiedelte Urbilder menschlicher Vorstellungsmuster. Von Till ergänzte in einer weiteren Stellungnahme zum Album, dass dieses Konzept der Archetypen auch von Throbbing Gristles Idee, unterschwellig wahrnehmbare Frequenzen zur Erzeugung von Emotionen zu nutzen, inspiriert sei.
Für Souls at Zero arbeiteten die Musiker erstmals mit Streich- und Holzblasinstrumenten sowie mit Filmsamples. Die gegeneinander gesetzte Verwendung von Tonfragmenten des nationalsozialistischen Propagandafilms Triumph des Willens einerseits und des Science-Fiction-Films Krieg der Sterne andererseits entsprach dem Bestreben, den Zuhörer mit von Carl Gustav Jung definierten Archetypen zu konfrontieren. Die Konfrontation und Beschäftigung mit solchen Archetypen soll nach Jung zu einem besseren Ich-Bewusstsein verhelfen sowie Ich-Störungen aufdecken und lösen. Neurosis konfrontieren den Hörer hier im Sampling, in der Dynamik sowie in der Instrumentierung mit Absolut- und Idealvorstellungen von Gut und Böse in einem rapiden Wechsel, der laut von Till dazu führen soll, diese Vorstellungen zu überwinden.
Des Weiteren nutzte die Band, in Anlehnung an Entwicklungen im Hip-Hop, insbesondere die Veröffentlichungen von Dr. Dre, das Sampling als kakophonen Rhythmus. Die Verwendung des Samplings von Dr. Dre war Kelly zufolge zu dieser Zeit einzigartig. Insbesondere die Arrangements sowie die erzeugte Spannung waren für Neurosis wegweisend.
Nach Garry Sharpe-Young flossen Stilfragmente aus Grunge, Gothic Rock und Metal in das musikalische Konzept mit ein. Laut Daniel Buszpan nahmen Neurosis auch zum ersten Mal Elemente des Industrials sowie folkloristische Instrumente und Rhythmen auf. Besonders diesem veränderten Rhythmus wird in den Rezensionen des Albums eine herausstechende und für den Post-Metal wegweisende Dynamik zugesprochen. Als weiterer bedeutsamer Aspekt des Albums wird von einigen Rezensenten der mehrstimmige Gesang genannt, welcher mehr die Wirkung eines Kollektivs als verschiedener Einzelmusiker habe. Von anderer Seite wird allerdings Scott Kellys Gesang zwischen „flehen, schreien und wimmeren“ als herausstechend hervorgehoben. Das Gitarrenspiel auf Souls at Zero wird als besonders hart wahrgenommen und als „krachige Gitarrenwände“ umschrieben. Trotz der vielfach betonten Härte des Albums agiert die Band mit einem stetigen Wechsel zwischen lauten und leisen Passagen. Neurosis verstünden es, „plötzliche Pausen in ihre Endzeit-Musik zu bauen“. Derartig „abwartende Passagen“ ließen die „noisigen Gewitter nur noch apokalyptischer erscheinen.“

### Texte
Die Texte wurden von Scott Kelly verfasst. Kritiker bezeichnen die Inhalte als undeutlich und nennen die Texte vermehrt kryptisch und nebulös. Als Kernthemen ließen sich dennoch soziale Isolation, Aggression und das Gefühl der Depression ausmachen. Scott Kelly selbst schrieb den Texten und der Musik eine kathartische Funktion in einer für ihn schweren Phase zu. Laut eigener Aussage litt er während des Entstehungsprozesses des Albums an einer emotionalen Tiefphase, welche sich auf die Entstehung des Albums auswirkte.
Rezensenten zufolge thematisiere das Album eine spirituelle Suche und Selbstfindung. Kelly bestätigte den Aspekt der Selbstfindung und erläuterte, dass die Mitglieder der Gruppe sich selbst noch in einem Prozess der Selbstfindung befanden. Von Till verwies hingegen auf die Verwendung der Archetypen und das Bestreben, die Rezipienten mit der Musik zu beeinflussen.
Das Eröffnungsstück To Crawl Under One’s Skin beginnt mit einer warnenden gesprochenen Passage, welche den Zuhörer auf eine mythische Reise in das eigene Selbst vorbereitet, in welcher innere Konflikte entstehen werden. Die folgenden Texte wurden als das während einer solchen spirituellen Suche entstehende Leid einer Person, für welche die Welt keinen Zweck bietet, gedeutet. So präsentiere Neurosis eine „geistig leeren Welt die in Krieg und Materialismus ertrinkt.“ Die Liedtexte seien Ausdruck eines Aufbegehrens gegen die moderne Welt und dabei der Suche nach Reinheit. A Chronology for Survival steht in diesem Kontext als Aufruf zum Durchhalten gegenüber der modernen Gesellschaft. Das als zusammenfassend gewertete Abschlussstück Takeahnase intoniert mit einer weiteren warnenden Sprachsequenz, die mit der Rede eines Schamanen verglichen wurde:

“We are facing a dangerous period ahead. If we do not stop and correct some of these wrong doings now we are all going to suffer. Either things that we made will take us or nature will take over… Earthquakes, floods, rains, sever droughts, sever winters, lightening destructive, great winds destructive… These things will warn us that we are not following the law of the Great Spirit.”

„Wir sehen einer gefährlichen Zeit entgegen. Wenn wir nicht aufhören und einige dieser falschen Handlungen jetzt korrigieren werden wir alle leiden. Entweder werden die Dinge, die wir getan uns zum Verhängnis oder die Natur übernimmt … Erdbeben, Überschwemmungen, Regenfälle, schwere Dürren, schwere Winter, zerstörerische Blitze und Winde … Diese Dinge werden uns warnen, dass wir nicht dem Gesetz des Großen Geistes folgen.“

Das Wort Takeahnase wurde von Kelly, vermeintlich als Synonym für eine Apokalypse, geprägt und in dem Lied wie ein Stammesgesang gesungen. In seiner apokalyptischen Verwendung entspricht es den vorausgegangenen Warnungen vor einer spirituellen und humanen Katastrophe, welche durch eine „Kombination aus Kapitalismus und geistig bankrottem Christentum hervorgerufen wird.“

### Gestaltung
Als zentrales Motiv der Albumgestaltung wurde eine Fotografie einer brennenden Strohpuppe gewählt. Die Figur wurde aus einer Froschperspektive heraus gegen einen blau leuchtenden Himmel fotografiert, wodurch sich die Figur, überdimensional und annähernd vollständig schwarz erscheinend, vom blauen Himmel abhebt. Am Fuß der Figur sind deutliche Flammen erkennbar. Das Bild wird kreisförmig von einem schwarzen-grauen Ouroboros gerahmt. Der umliegende Hintergrund des Covers ist einheitlich schwarz, lediglich die Beschriftung hebt sich in großen weißen Lettern ab. Der Namensschriftzug der Band wurde oberhalb, der Titel des Albums hingegen unterhalb der Fotografie abgedruckt. Die Idee zu der brennenden Strohfigur ist dem Film Wicker Man entlehnt. Von Till gab dazu an, dass er zu der Zeit der Albumentstehung von diesem Film „besessen“ gewesen sei. Hinzukommend entspräche der Film der tranceartig archaischen Vorstellung der von Neurosis auf Souls at Zero gespielten Musik. Ursprünglich wollte die Band ein Standbild des Films als zentrales Motiv der Illustration verwenden. Die Idee wurde allerdings aufgrund hoher Tantiemenforderungen der Produktionsfirma des Films verworfen. Daher bauten Till, McIlroy und Kendall gemeinsam mit einigen Freunden eine ähnlich wirkende Figur und fotografierten diese, während sie sie abbrannten.
Für die Wiederveröffentlichung im Jahr 2000 wurde das Cover digital überarbeitet. Die blaue Hintergrundfarbe des Fotos wurde durch ein kräftiges Gelb ersetzt. Die Konturen des Ouroboros sowie der Bandschriftzug wurden aktualisiert und, dem visuellen Konzept der Band entsprechend, in brüchiges Silber gefasst.
Die Rückseite des Albums ziert eine rote aus Baumelementen collagierte radähnliche Kreisform auf schwarzem Grund. Das Motiv des Rads, des Ouroboros sowie das Element der collagierten Bäume ohne innere farbliche Abstufungen wurde seither für die Gestaltung der folgenden Veröffentlichungen der Band mehrmals genutzt.

## Rezeption

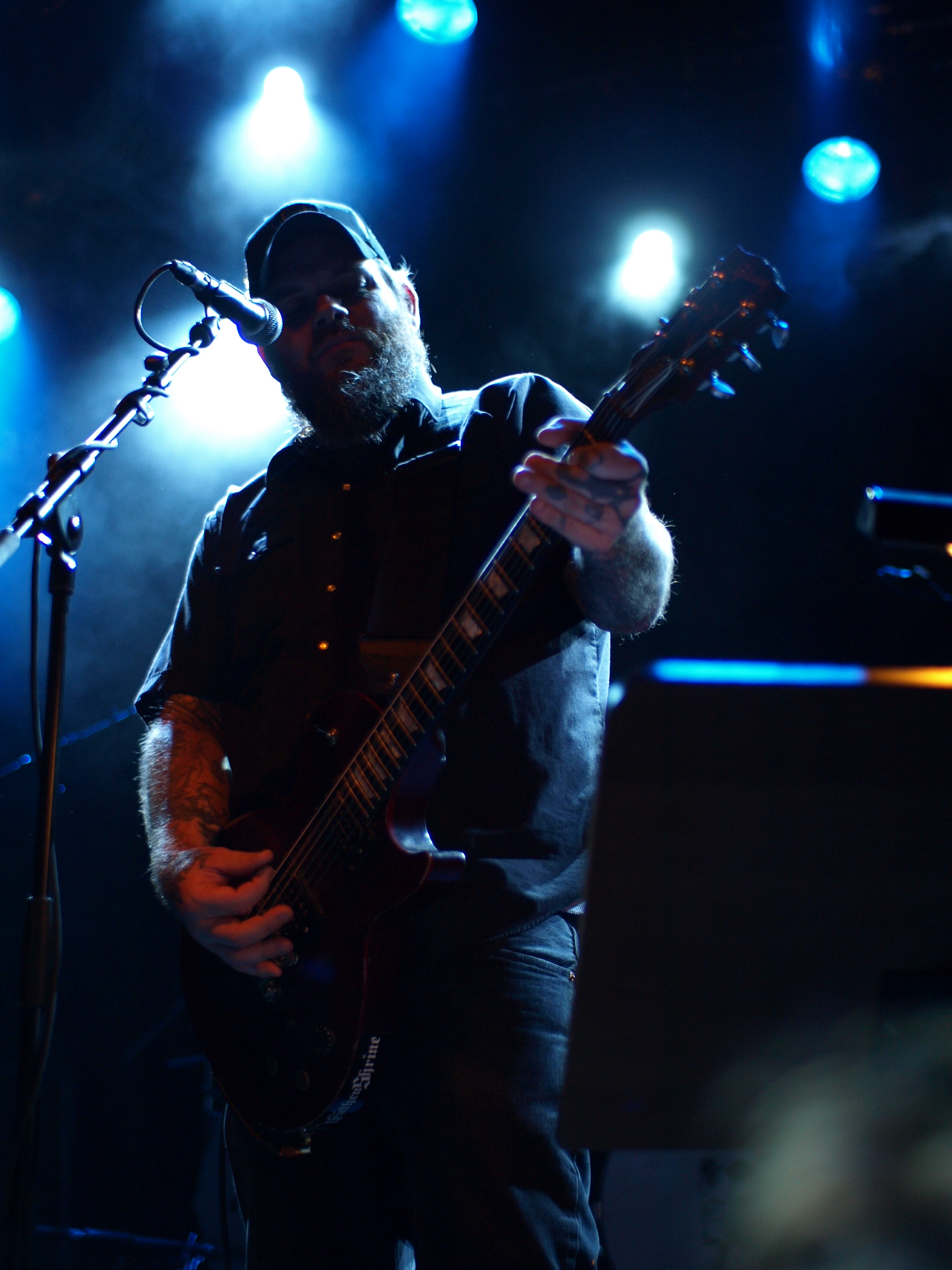
Scott Kelly 2009

Laut Sharpe-Young verstörte und überforderte das Album nach Veröffentlichung die meisten Kritiker. So bezeichnete Ned Raggett für Allmusic das Album als „zu oft zu viel des Guten“. Dennoch hob er die Auswahl und Verwendung der Samples als obskuren, aber intelligenten Einfall hervor. Michael Rensen nannte das Album in seiner Rezension für das Metalmagazin Rock Hard einen „extrem schrägen Mix“ und enthielt sich einer Bewertung.
Rückwirkend markiert Souls at Zero einen wichtigen Entwicklungsschritt in der Karriere der Band, die sich mit diesem Album vom frühen Hardcore Punk zum avantgardistischen Post-Metal wandte. Paul Hegarty und Martin Halliwell messen dem Album eine weitergehende Bedeutung zu und bezeichnen es als einen wichtigen Schritt in der progressiven Entwicklung von Hardcore Punk und Heavy Metal, welche die Ausdrucksmöglichkeiten in beiden Stilrichtungen nachhaltig erweiterte. So wird Neurosis aufgrund der Alben Souls at Zero und Enemy of the Sun ein Pionierstatus für den Post-Metal zugeschrieben. Joachim Hiller vom Ox-Fanzine bezeichnet im Hinblick auf das Gesamtwerk der Band die beiden Veröffentlichungen aus dem Jahr 1992 und 1993 als „den Höhepunkt ihres Schaffens“. Melanie Schmidt schreibt dem Album in einer rückblickenden Rezension für Visions eine „Ausnahmestellung“ zu, die mitunter einen „Kultstatus“ der Band begründete. Im Januar 2000 wurde Souls at Zero im Visions mit zu den 100 wichtigsten Platten der Neunziger gezählt. Auch Lars Brinkmann hebt für die Zeitschrift Spex die Bedeutung von Souls at Zero für den Post-Metal und artverwandte Musikbereiche hervor.

„Im fernen San Francisco von den sonnenverwöhnten Kollegen Neurosis eingespielt, konzentrierte sich auf diesem Album alles, was in den nächsten 15 Jahren Hunderte von Bands brauchten, um sich an den Schnittstellen Metal/Hardcore und Noise/Rock wund reiben zu können. Dennoch hat es bis heute keine Band geschafft, im Leid ähnlich heftige Orkane zu entfesseln und dabei mit schwelgerischem Pathos sowohl Musikhallen wie auch besetzte Häuser zum Beben zu bringen.“